# Creux de l'enfer
Vous lisez un « bon article » labellisé en 2019.
Pour les articles homonymes, voir Creux.
Le Creux de l'enfer est un centre d'art contemporain situé dans la vallée des Usines, à Thiers, dans le département du Puy-de-Dôme, en région Auvergne-Rhône-Alpes.
Établi dans une ancienne usine de coutellerie fermée définitivement en 1956, il s'insère dans le cadre de la politique de décentralisation culturelle engagée sous l'impulsion de Jack Lang en 1985. Il est ouvert en 1988, trois ans après le symposium national de sculpture monumentale métallique organisé par la ville de Thiers. Il fait partie des cinquante centres d'art contemporain français à être conventionnés par le ministère de la culture.
Son fonctionnement est calqué sur le modèle allemand des Kunsthallen, lieux dévolus à l'art contemporain où les artistes sont très impliqués. Le Creux de l'enfer consacre l'intégralité de ses espaces à une programmation d'expositions temporaires (renouvelées chaque trimestre) et d'événements, développés en étroite collaboration avec les artistes invités.
Depuis octobre 2019, il bénéficie du label « centre d'art contemporain d'intérêt national » et devient le premier centre d'art contemporain labellisé de la région Auvergne-Rhône-Alpes.
Depuis 2021, le Creux de l'enfer bénéficie de l'Usine du May, nouvel espace important consacré aux projets de territoire et aux partenariats mais aussi à un atelier de travail.

## Localisation
L'édifice est situé dans le département français du Puy-de-Dôme, sur la commune de Thiers. Placé au cœur de la Vallée des Usines, il est construit dans le lit mineur de la Durolle. L'ancienne usine se situe également entre l'usine du May en amont de la rivière et l'usine d'Entraygues en aval.

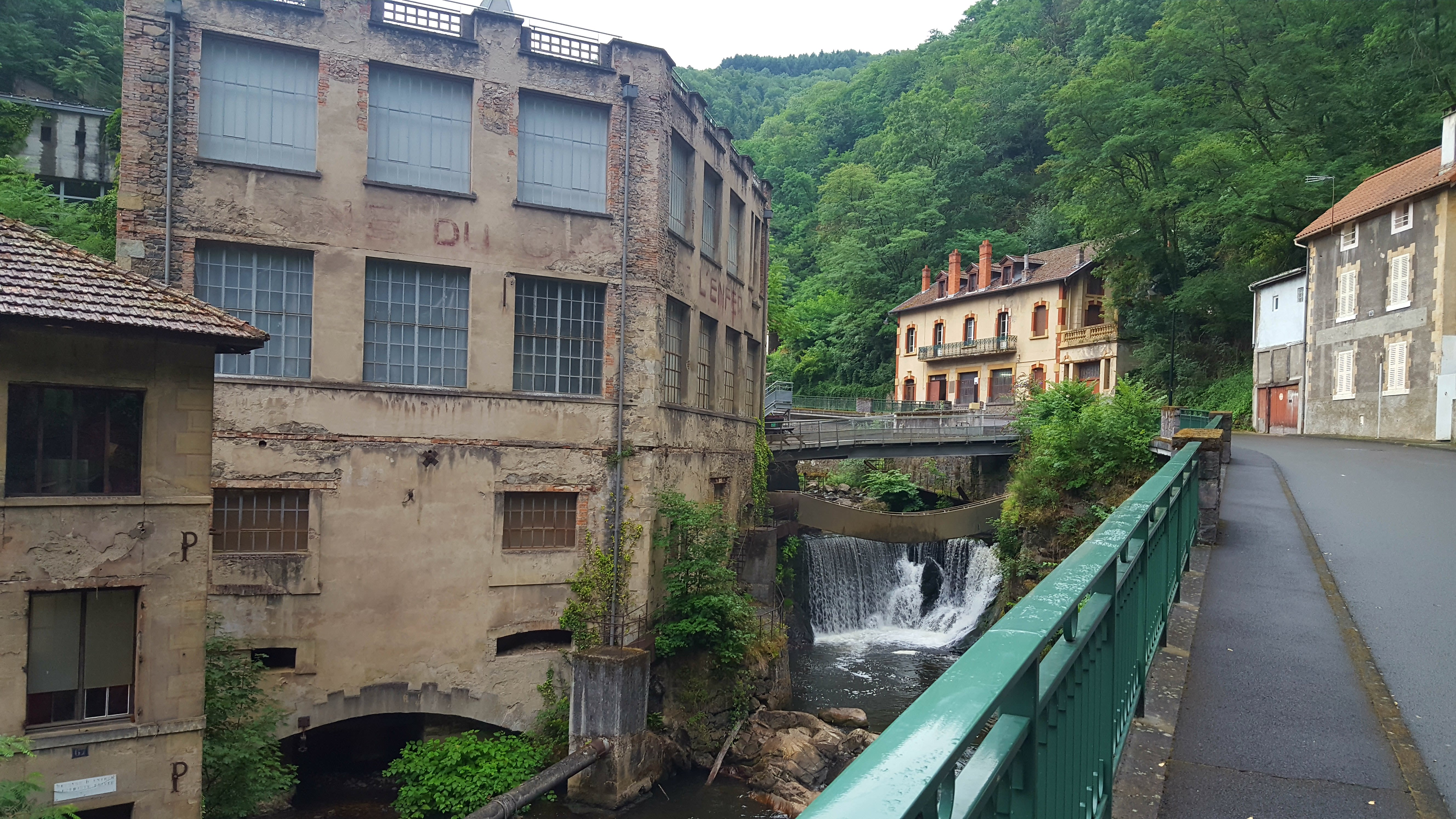
L'ancienne usine du Creux de l'enfer avec à gauche l'usine d'Entraygues.
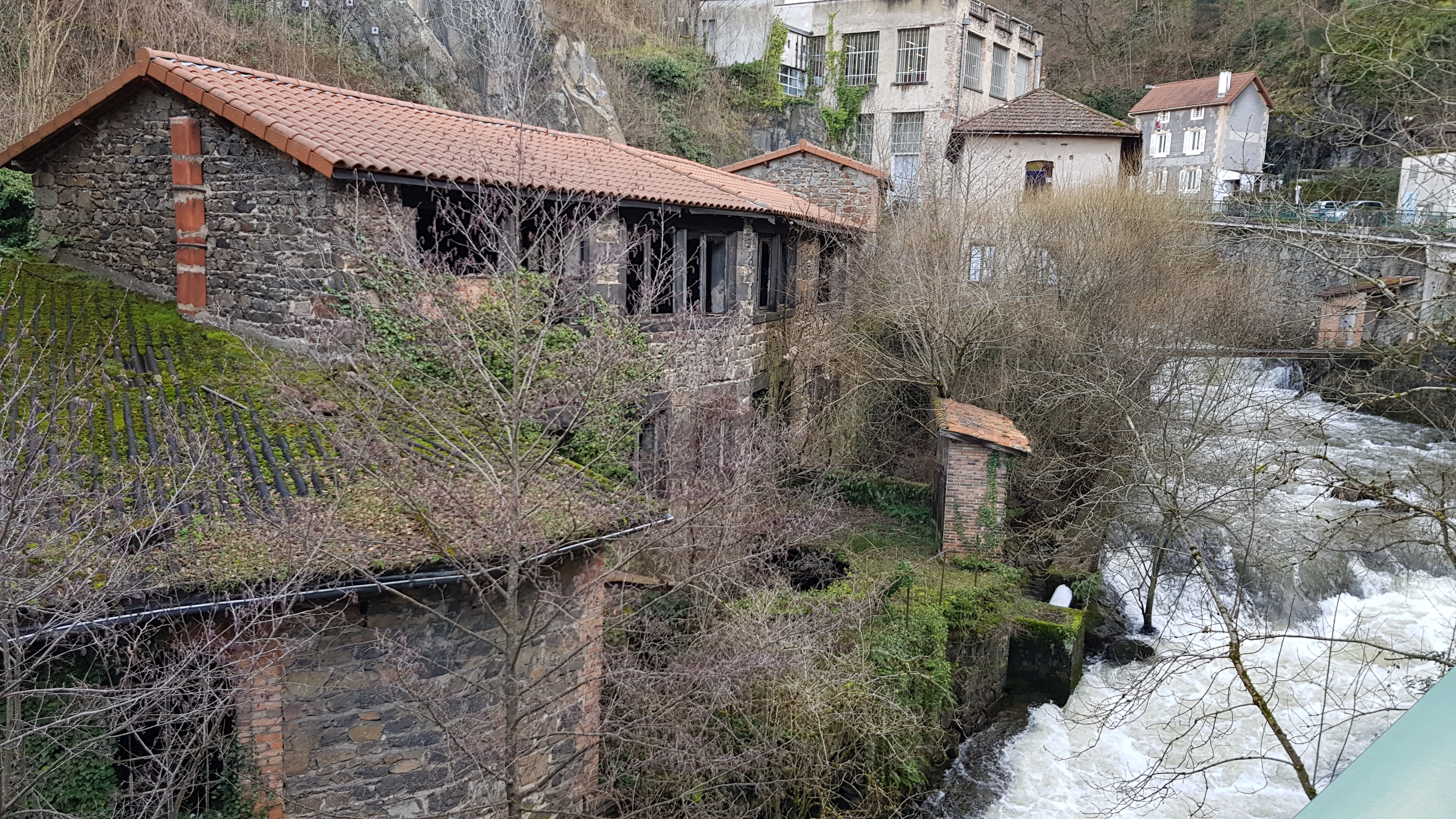
Une partie de l'ancienne usine Ferrier avec le Creux de l'enfer en haut au fond.

## Plan général
| Plan général du cœur de la vallée des Usines | Plan général du cœur de la vallée des Usines | Plan général du cœur de la vallée des Usines | Plan d'une partie de la vallée des Usines. |
| Anciens ateliers/usines                      | Autre                                        |                                              | Plan d'une partie de la vallée des Usines. |
| 1 : Usine d'Entraygues                       | A : Jardins dessous Saint-Jean               |                                              | Plan d'une partie de la vallée des Usines. |
| 2 : Usine du Creux de l'enfer                | B : La rivière Durolle                       |                                              | Plan d'une partie de la vallée des Usines. |
| 3 : Usine du May                             | C : Avenue Joseph-Claussat                   |                                              | Plan d'une partie de la vallée des Usines. |
| 4 : Forges Mondière                          | D : Passerelle d'accès au Creux de l'enfer   |                                              | Plan d'une partie de la vallée des Usines. |
| 5 : Anciens ateliers de coutellerie          |                                              |                                              | Plan d'une partie de la vallée des Usines. |

## Histoire

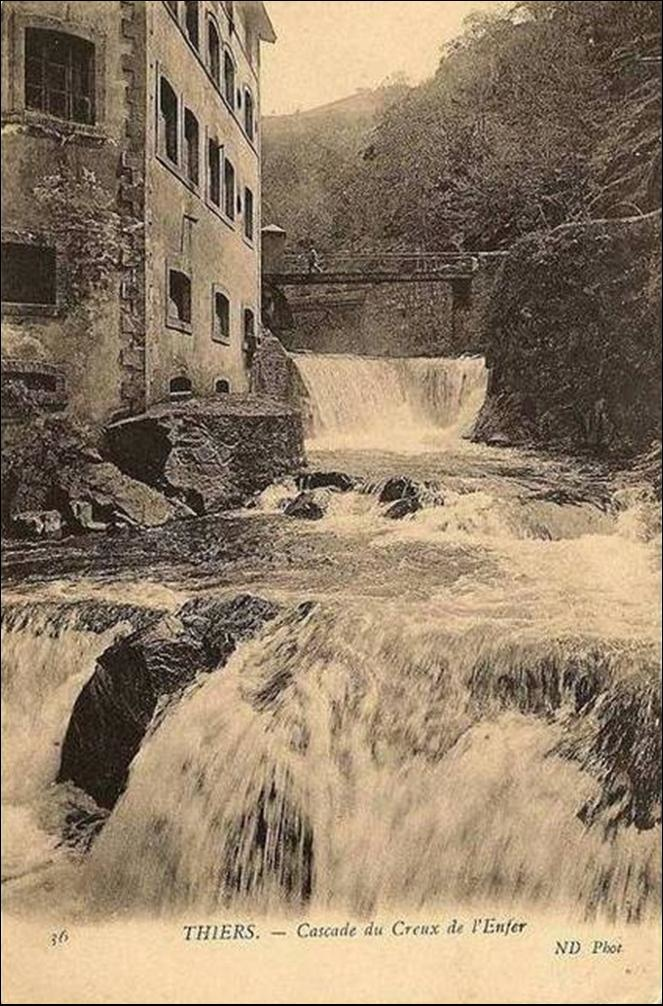
L'usine, cliché pris à la fin du XIXe siècle.

### Origines de la coutellerie dans la vallée
La force hydraulique de la Durolle est utilisée à Thiers dès le Moyen Âge pour mouvoir les moulins à farine, les foulons des tanneurs, les maillets des papetiers, et avec le développement de la coutellerie, les martinets des fondeurs et les meules des émouleurs. Dès le XIIe siècle, un quart de la population thiernoise exerce le métier de coutelier. Les objets produits dans la vallée sont exportés dans plusieurs pays au XVIIe siècle : en Espagne, en Italie, en Allemagne, en Turquie et « aux Indes »,.

### Origines de l'usine

#### Première usine
D'après les travaux de Grégoire de Tours, le martyr saint Genès est décapité sur un rocher dans la vallée de la Durolle, nommé le « rocher de l’enfer »,. Une première fabrique venue s’installer à son pied est recensée. Il s’agit alors d’un rouet à émoudre les couteaux appartenant à un certain Jehan Ahon Florat, et qui est déjà en place en 1476.
Vers le milieu du XIXe siècle, des forgerons et des artisans intègrent les usines installées le long de la vallée de la Durolle,. Ces gens découvrent alors le monde industriel de la vallée des Usines. Ils vivent alors entre des fours incandescents, des découpoirs mécaniques, des étaux limeurs, des marteaux pilons à planche et de martinets. Rougeoiement de la fournaise, chaleur intense, bruit fracassant, membres happés par des courroies, mains coupées par des machines, corps broyés par l’éclatement des meules sont des éléments que connaissent régulièrement les ouvriers de l'usine,. Des hommes, des femmes et des enfants se trouvent dans des conditions de travail très difficiles.

#### Usine actuelle

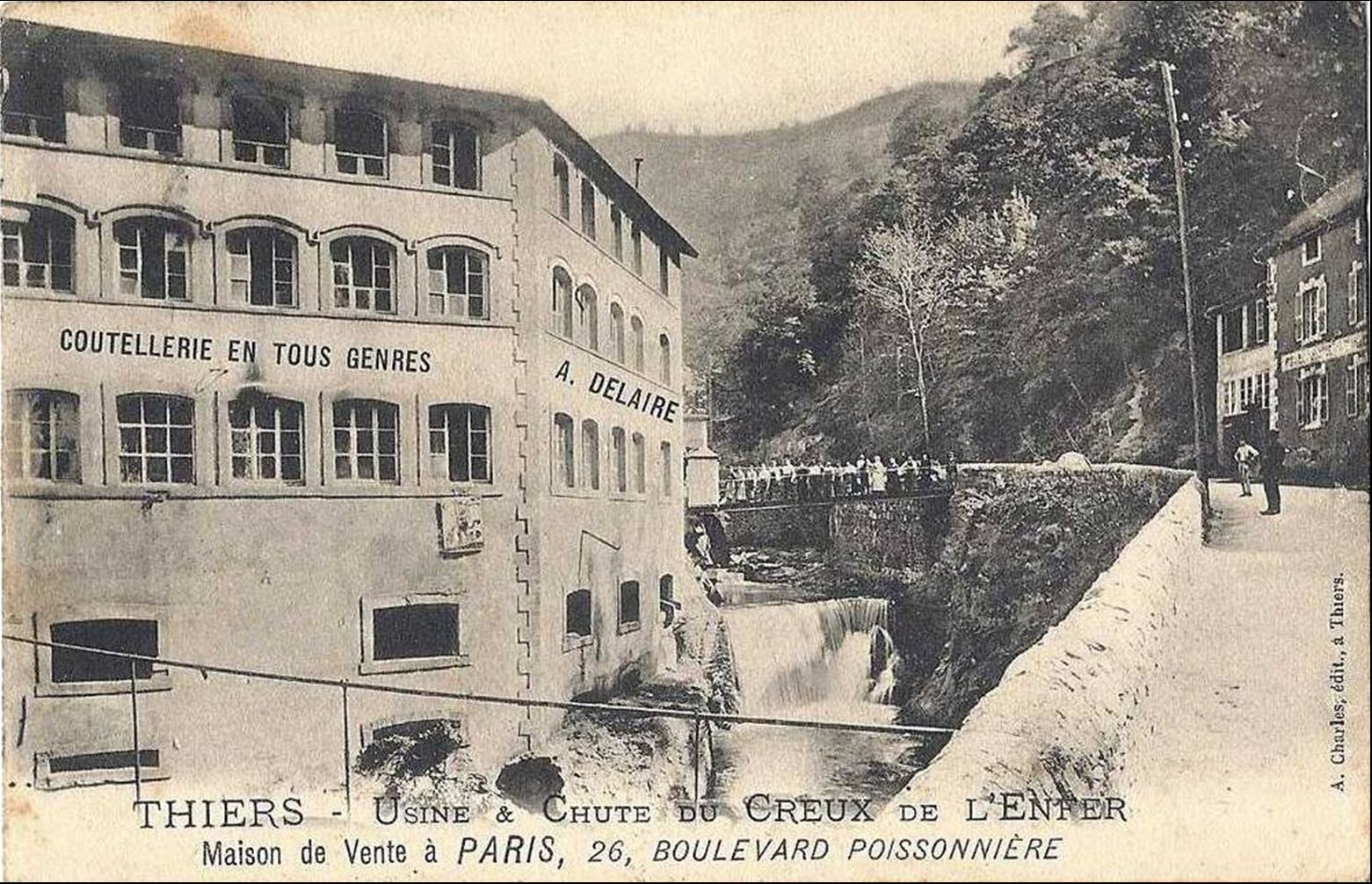
L'usine avec une toile pendue où un premier diable rouge est peint au début du XXe siècle.

L'usine est mentionnée comme abritant des martinets en 1836, appartenant à Charles Pelossieux. Dans les années 1880, elle est acquise par Pierre Delaire qui y installe une aiguiserie et des ateliers de façonnage de manches de couteaux. En 1899, seule subsiste l'activité d'aiguisage. Le bâtiment actuel est reconstruit dans le premier quart du XXe siècle, vraisemblablement à la suite d'un incendie qui détruit quasiment totalement l'usine,. Dans les années 1920 et 1930, l'usine abrite l'entreprise Garret, spécialisée dans la forge et le découpage de lames de couteaux.

#### Utilisation lors de la Seconde Guerre Mondiale
Au début de la Seconde Guerre mondiale, des pièces de mitrailleuses américaines sont entreposées dans l'usine afin de rejoindre l’équipement secret de bateaux de la marine française. Au dernier sous-sol, les employés vérifient les maillons de mitrailleuse. Lorsque la région est occupée par les Allemands en 1942, l’usine est réquisitionnée, mais elle sert aussi au maquis qui y camoufle 75 postes émetteurs.

Logo du Creux-de-l'enfer depuis l'ouverture de la dernière usine.

### Nom et logo de l'usine
Le nom de l'usine vient du fait que les conditions de travail y étaient très difficiles, les ouvriers disent alors que même le diable ne voudrait pas habiter dans cette usine.
Le premier diable représenté sur l'usine est peint sur une simple toile et fixé directement sur la façade du bâtiment,. Possédant les attributs classiques qui lui sont propres (cornes, ongles griffus, queue recourbée), il domine ainsi la cascade du « creux-de-l'enfer ». En 1934, après le dernier incendie de l'usine, la façade est restaurée et la direction entreprend de faire peindre un diable rouge d’une hauteur dépassant les deux mètres sur la façade principale de l'usine — le même qu'utilise le centre d'art contemporain comme logo de nos jours. Il est réalisé par Louis Guelpa et son frère, des peintres en bâtiment originaires de la ville de Thiers, qui, pour ce faire, doivent utiliser un échafaudage à balançoire partant du toit avec des contrepoids faits de simples caisses de coutellerie garnies de métal.

### Fermeture du site
À partir de 1956, alors que le diable peint en rouge est toujours visible sur la façade, l’usine est abandonnée, à l'image de nombreuses manufactures de la vallée ayant désormais davantage besoin de machines électriques, d’espace et de lumière, que de la force motrice de la Durolle. Ainsi, pendant trente années, le bâtiment est abandonné et son état général se dégrade rapidement.

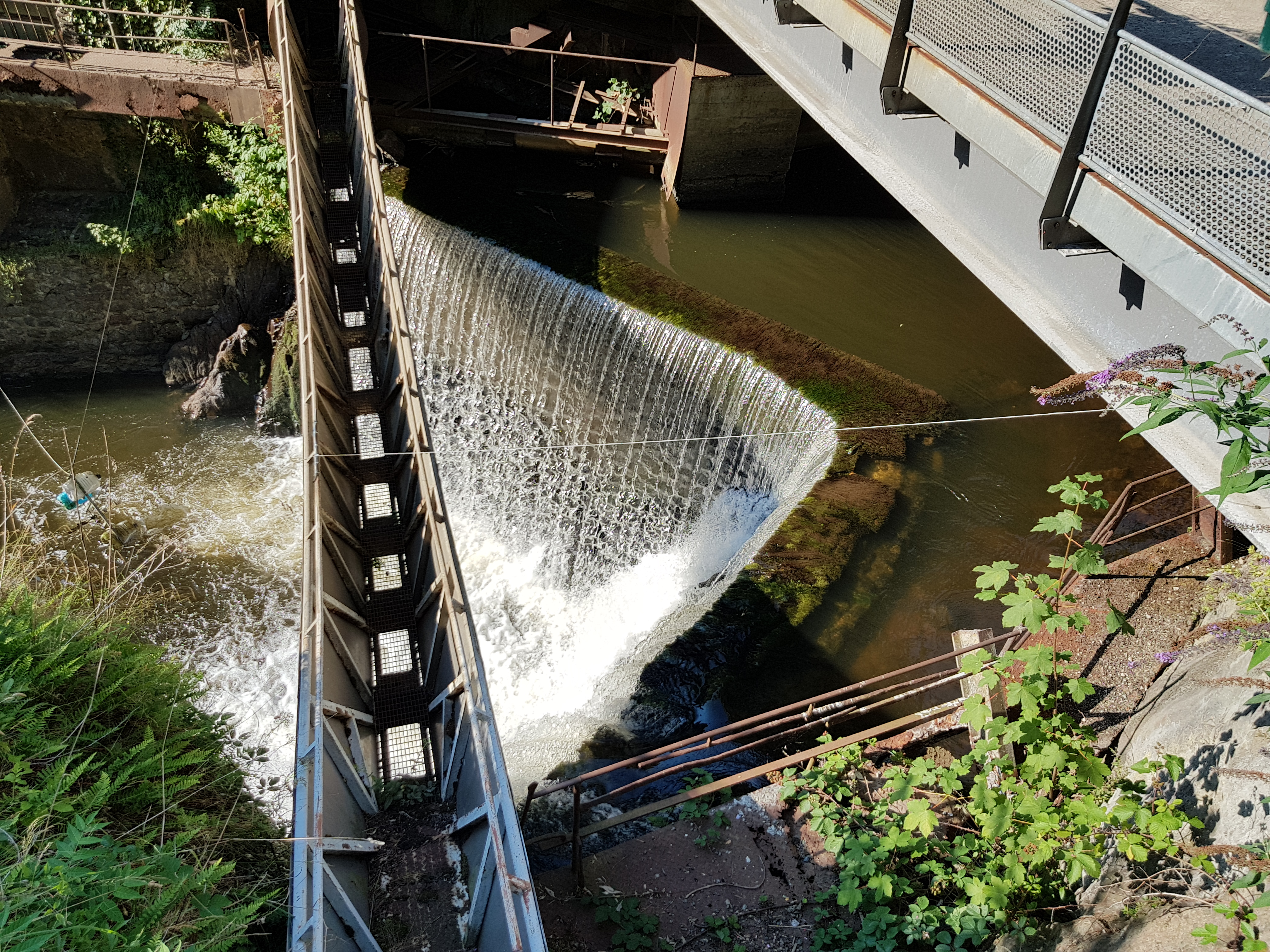
Le pont Épée au pied du centre d'art pris en 2018.

### Symposium international de sculpture monumentale métallique
En 1985, un symposium national de sculpture monumentale métallique est organisé par la Ville de Thiers. Il permet à plusieurs artistes régionaux et internationaux de collaborer avec des artisans locaux autour de la réalisation de leurs œuvres. George Trakas, artiste canadien, fait découvrir l'histoire du Creux-de-l'enfer dans ses œuvres et met en place un ensemble de passerelles permettant de s'approcher au plus près de l'eau. Il conçoit le « pont-épée », qui surplombe encore aujourd'hui la cascade,.

### Réhabilitation et mise en valeur
La même année, le conseil municipal présidé par Maurice Adevah-Pœuf entreprend de revaloriser le bâtiment de l'usine. Il décide d'y créer un centre d'art contemporain dans le cadre de la politique de décentralisation culturelle engagée par Jack Lang. En 1987, la ville de Thiers achète le bâtiment afin que le centre d'art ouvre ses portes au public un an plus tard. Le centre d'art se forme alors en association. Le conseil municipal affiche alors sa volonté de garder l'histoire du lieu. La restructuration du bâtiment est confiée aux architectes Xavier Fabre et Vincent Speller. La façade est conservée en l’état tandis que les intérieurs le sont partiellement. Les visiteurs peuvent toujours voir des parties d'engrenages et de rouets à l'intérieur du bâtiment. Le nom du lieu est gardé, et il est toujours inscrit sur la façade du bâtiment.
Le Creux-de-l'enfer est inauguré en décembre 1988 au son des Tambours du Bronx. C'est alors le 18e centre national d’art contemporain créé en France.

## Architecture

### Éléments extérieurs
L'architecture extérieure de l'usine est de style industriel. La façade, partiellement décrépie, laisse entrevoir la présence de briques qui servent à la construction des ouvertures. La pierre, précisément le granite, est également utilisée pour construire la bâtisse. Sur la façade principale du bâtiment est inscrit en couleur rougeâtre le nom « Usine du Creux de l'enfer ». L'usine, qui comporte quatre étages, possède de grandes ouvertures laissant facilement entrer la lumière extérieure. La couverture est faite en terrasse de béton et accueille une petite pyramide en verre et en acier qui sert de débouchement sur le toit pour l'escalier principal de l'usine,.
En 1985, alors que le symposium national de sculpture monumentale métallique se tient sur toute la commune, George Trakas, artiste canadien, met en valeur l'usine du Creux-de-l'enfer avant qu'elle soit réhabilitée. Il crée un parcours en fer forgé directement dans le lit de la Durolle ainsi qu'un pont, le « Pont Épée » qui décore encore l'entrée principale du centre d'art,.

### Décoration intérieure
À l'intérieur, le plafond est fait de voûtes en berceau plein-cintre. Plusieurs éléments datant de l'époque où l'usine était encore en activité sont également préservés, comme des poulies ou encore la cage d'escalier qui est essentiellement d'origine,. L'ensemble est peint en gris, blanc et noir. Le bâtiment, accolé à la roche, laisse entrevoir la pierre directement dans les salles d'exposition,. Des restes de machines et des systèmes hydrauliques d'origine sont également présents dans les étages inférieurs de l'usine, au niveau du lit de la Durolle.
Aucun objet présent dans l'usine n’est inscrit sur la base Palissy.

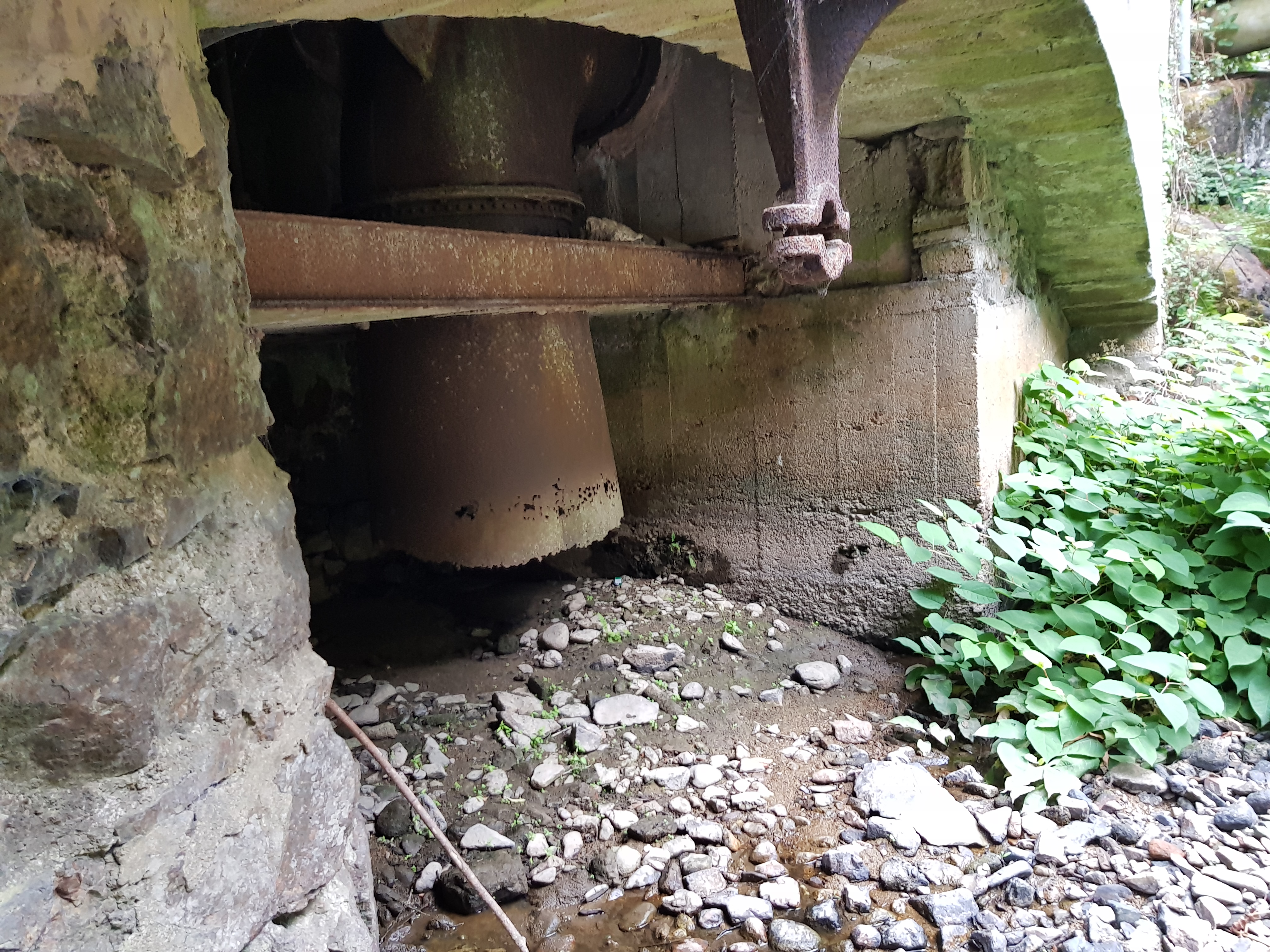
Restes du système hydraulique de l'usine du Creux-de-l'enfer laissés apparents au niveau de la Durolle.
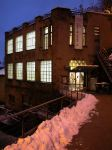
L'entrée du centre d'art en 2006.
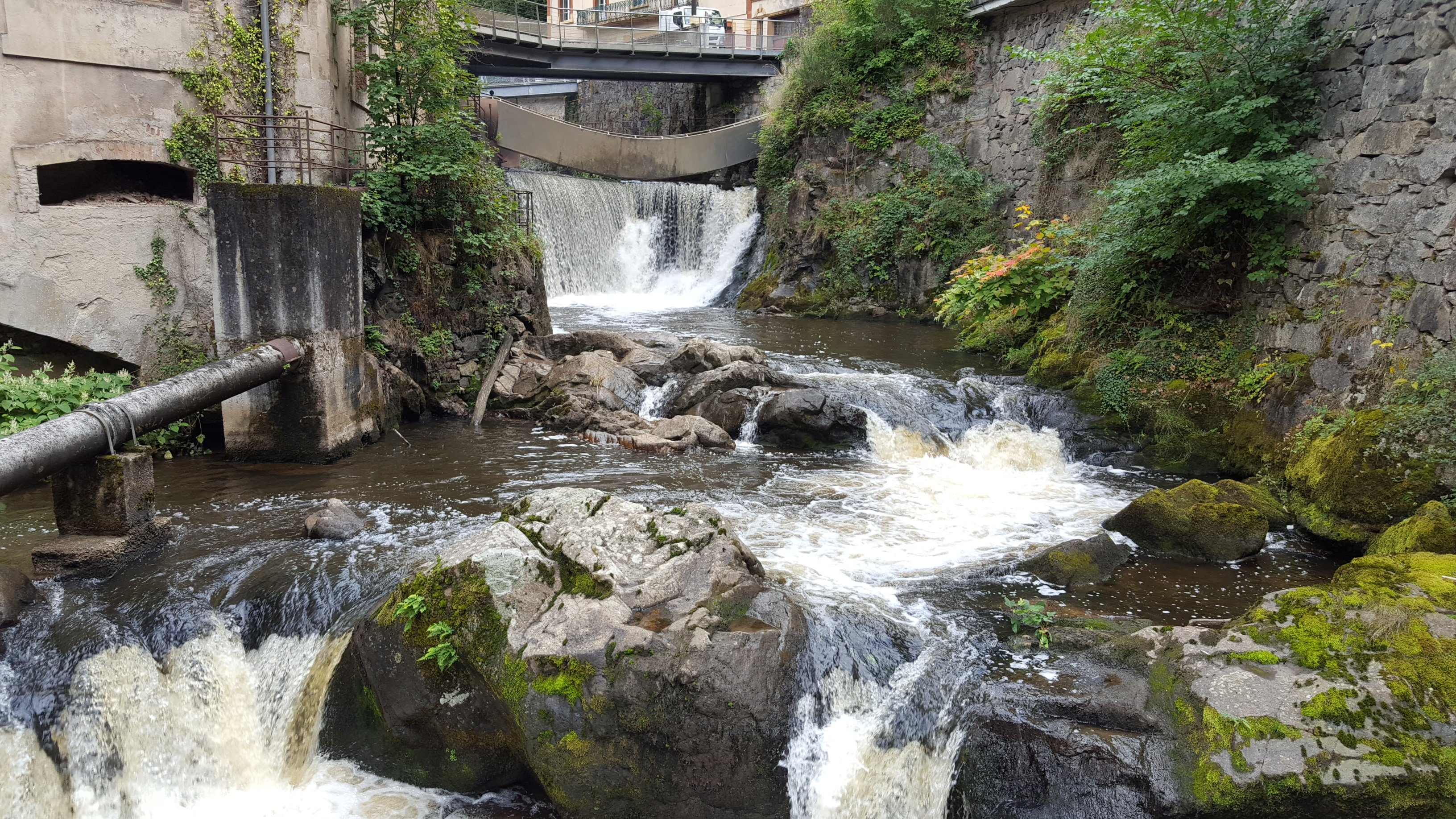
La cascade du Creux-de-l'enfer et le pont Épée traversant la Durolle.
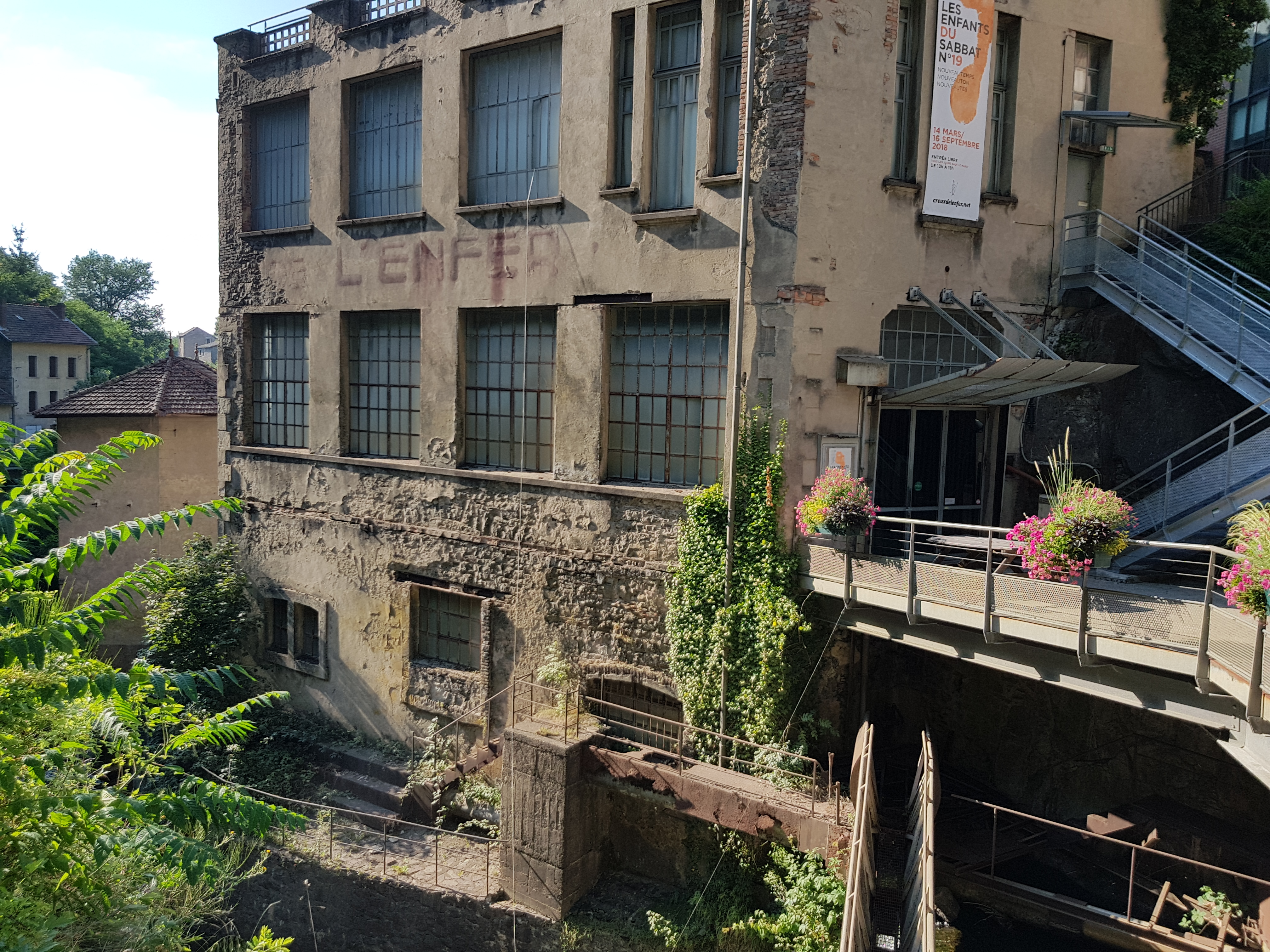
Entrée principale du centre d'art contemporain en juillet 2018.
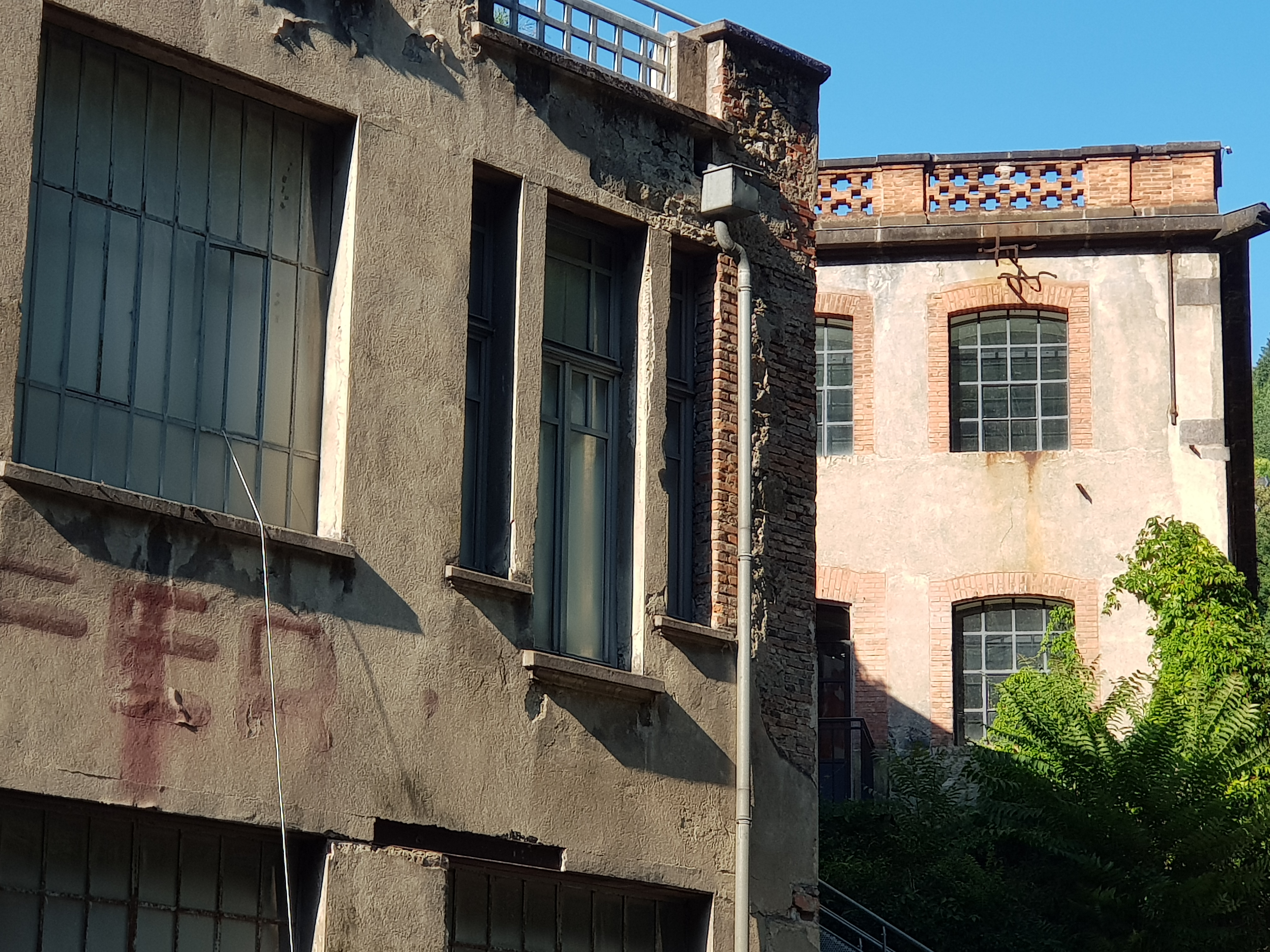
Ancienne fenêtre du bureau du directeur de l'usine jusqu'en 1956.

## Partenaires
Le Creux de l’enfer reçoit les soutiens de plusieurs partenaires, publics et privés, qui permettent l’ouverture d’un espace d’exposition au public et la création de trois nouveaux projets par an avec des artistes français et étrangers, une politique d’édition et de diffusion d'ouvrages et une programmation de sensibilisation à l’art contemporain. Ils financent une partie des coûts de fabrication et d'assemblage des œuvres exposées.
Ainsi, les principaux partenaires publics sont la ville de Thiers, le ministère de la Culture, le conseil départemental du Puy-de-Dôme et le conseil régional d'Auvergne-Rhône-Alpes. Le centre d'art bénéficie du soutien d'autres partenaires au niveau régional pour des projets spécifiques : Clermont Auvergne Métropole, le parc naturel régional Livradois-Forez et l'académie de Clermont-Ferrand. Les principaux partenaires privés sont Arcelor, L’Oréal, la galerie Persano, Oliva Arauna et la galerie Zürcher.

## Projet du centre d'art
Le projet artistique et culturel du Centre d'art porté par Sophie Auger-Grappin, sa directrice depuis août 2018, s'adosse sur ce qui a fondé l'apparition du centre d'art contemporain né de l'expérience réussie d'un partage des formes artistiques et des savoirs artisanaux, mais aussi de la volonté des artistes et des politiques d'unir l'architecture industrielle des coutelleries à une activité de création permanente.
Il entend ainsi trouver une articulation favorable entre l'histoire du Creux de l'enfer et la réaffirmation de missions fondamentales aux centres d'art contemporain, celles de créer, à travers des projets de production, de diffusion et de sensibilisation, les conditions d'un dialogue fructueux entre les acteurs artistiques et la population dans toute sa diversité.
Positionné dans la vallée des usines, territoire de réflexion sur de nouveaux modèles économiques, le projet artistique du centre d’art a vocation à définir des contextes de création interrogeant les profondes mutations constatées dans les pratiques artistiques. La production artistique est alors pleinement investie et fait l’objet d’un guide de réflexion sur un ensemble de programmes. Facilitant la collaboration des savoirs techniques, scientifiques et artisanaux, mais aussi investissant des processus de collaboration et de production raisonnée, le centre d’art contemporain souhaite se positionner comme un outil de production innovant, rejouant les formats et la nature des œuvres autant que le statut des artistes et de ceux qui y prennent part,.
La politique des publics du centre d’art contemporain a pour ambition d’offrir à chacun la possibilité de découvrir, de s’initier et de se perfectionner aux écritures de la création contemporaine visuelle dans tous leurs aspects. Cette politique est principalement mise en œuvre par un travail de médiation, d’éducation artistique et culturelle et d’accompagnement à la professionnalisation. Les dispositifs sont élaborés pour établir un dialogue constructif entre les artistes et les différents acteurs du territoire.

## Expositions présentées

### Présentation générale des expositions
Le centre d'art se caractérise par une programmation trimestrielle variée et pluridisciplinaire. Sculptures, photographies, peintures et installations vidéo peuvent être présentes dans les expositions. Il permet de faire découvrir des artistes européens mais aussi régionaux,.
Laurence Gateau dirige le Creux de l’Enfer de 1989 à 1999. Frédéric Bouglé prend la direction du centre d'art contemporain en 2000. Sophie Auger-Grappin lui succède en août 2018.
Chaque année depuis 2000, le centre d'art accueille l'exposition « les Enfants du Sabbat » dans le but de mettre en avant une jeune génération d'artistes. Ces derniers viennent le plus souvent de l'école nationale supérieure des beaux-arts de Lyon et de l'école supérieure d'art de Clermont Métropole,. Du rez-de-chaussée jusqu'au toit du bâtiment voire parfois dans ses extérieurs, dans le lit de la Durolle ou dans des anciennes usines voisines, les jeunes artistes exposent leurs œuvres.

### Liste des expositions présentées
Voici la liste des expositions présentées dans le centre d'art contemporain entre 1988 et 2019 :

## Le Creux de l'enfer dans les arts
Le centre d'art édite une collection éditoriale de poche intitulée « Mes pas à faire au Creux de l’enfer ». Il accompagne le cycle d’exposition annuel « Les Enfants du Sabbat » avec la participation de Clermont Auvergne Métropole et de la métropole de Lyon. Il coproduit également les livres des artistes ayant exposé leurs œuvres dans le bâtiment comme Mona Hatoum en 2000, Pierre Ardouvin en 2004, Didier Marcel en 2006, Franck Scurti en 2010 ou encore Armand Jalut en 2012.
En 2017, l'artiste peintre Mireille Fustier peint l'ancienne coutellerie et sa cascade. Inspirée par les paysages locaux, elle s'intéresse aux bâtiments de la Vallée des Usines et plus particulièrement à l'usine du Creux-de-l'Enfer.